# Förundersökningsledare
Förundersökningsledare är den person som leder en förundersökning angående misstanke om brott.

## Sverige
När ett brott är begånget, som lyder under allmänt åtal, inleds en så kallad förundersökning. Syftet med förundersökningen är att utreda vilket brott som är begånget, vem som är skäligen misstänkt för brottet och därefter sammanställa detta.
En förundersökning leds av en förundersökningsledare. På spaningsstadiet, det vill säga då ingen skäligen misstänkt finns för brottet, är en anställd inom Polismyndigheten förundersökningsledare. När en skäligen misstänkt person finns för brottet blir åklagaren förundersökningsledaren, om brottet inte är av enkel juridisk beskaffenhet, såsom vissa trafikbrott, snatteri, bedrägligt beteende, ringa narkotikabrott med mera. Vem som inom Polismyndigheten är förundersökningsledare, finns i den så kallade delegationsförordningen hos Polismyndigheten. 
Det är förundersökningsledaren som beslutar om att hämta till förhör eller släppa misstänkta fria. Att anhålla en person måste beslutas av åklagare, dvs en förundersökningsledare som inte är åklagare har inte den befogenheten.
Även Kustbevakningen och Tullverket har egna förundersökningsledare inom respektive myndighets brottsutredande verksamhet.
En förundersökningsledare inom Tullverket är vanligtvis förordnad som tullåklagare och har i brottmål som är 1) av enkel beskaffenhet  2) ett uppenbart bötesbrott 3) inom Tullverkets jurisdiktion samma befogenheter som en allmän åklagare att utfärda strafföreläggande samt att väcka åtal och föra talan i domstol.

## Frankrike
I Frankrike genomförs förundersökningar under ledning av åklagare eller av personer med befogenhet som officier de police judiciaire. När misstankarna riktas mot en bestämd person måste åklagarmyndigheten informeras, liksom när sex månader av förundersökningen förlöpt. Vid brott som begåtts på fartyg till sjöss kan fartygets befälhavare även vara förundersökningsledare.

### Befogenheter förofficiers de police judiciaire
- Fastställer att brott, förseelser och överträdanden ägt rum.
- Leder polisens utredningsverksamhet.
- Tar emot polisanmälningar
- Kan gripa personer som det finns rimliga skäl att misstänka att de har begått eller försökt begå ett brott som kan bestraffas med fängelse.
- Har särskilda befogenheter då en brottsling tagits på bar gärning.
- Får bedriva förundersökningar.
- Genomför de åtgärder som beordras av en undersökningsdomare.
- Beslutar om och genomför husrannsakan och beslag.

### Självständighet
Det finns ingen hierarki mellan officiers de police judiciaire av olika tjänstegrader, utan var och en leder självständigt sin förundersökning. Men polisiära officiers de police judiciaire är underställda åklagarmyndighetens och undersökningsdomstolarnas ledning och tillsyn.

### Personalkategorier
Följande personalkategorier är officiers de police judiciaire enligt fransk lag:
- Borgmästare och deras ställföreträdare.
- Officerare och gendarmer vid gendarmeriet vilka godkänts av en särskild kommission och utnämnts av justitie- och inrikesministrarna i ett gemensamt beslut.
- Polistjänstemän i polischefs- och poliskommissariekarriären vid polisen.
- Polistjänstemän i polisassistentkarriären vid polisen efter tre års anställning vilka godkänts av en särskild kommission och utnämnts av justitie- och inrikesministrarna i ett gemensamt beslut.
- Tulltjänstemän  kategori A och B, vilka godkänts av en särskild kommission och utnämnts av justitie- och finansministrarna i ett gemensamt beslut.
- Personer som är chefer eller souschefer för polisen eller gendarmeriet.

### Förundersökningsbiträden
Under officiers de police judiciaire genomförs förundersökningen i Frankrike av förundersökningsbiträden (agents de police judiciaire). Förundersökningsbiträden är officerare och gendarmer samt polistjänstemän som inte är utsedd till förundersökningsledare. Polistjänstemän i polisassistentkarriären har befogenhet som förundersökningsbiträde efter två års anställning. Förundersökningsbiträden kan fastställa att brott, förseelser och överträdanden ägt rum. De kan på order av en förundersökningsledare genomföra gripanden, verifikationer, förhör, konfrontationer och utredningar. Övrig polisiär personal är agents de police judiciaire adjoint och saknar dessa befogenheter. Till den sistnämnda kategorin hör bland annat den den kommunala polisen och landsbygdspolisen i Frankrike.